# Stazione di Acicastello
Stazione di Acicastello 1989-ben bezárt vasútállomás Olaszországban, Aci Castello településen.

## Vasútvonalak
Az állomást az alábbi vasútvonalak érintették:
- Messina-Siracusa-vasútvonal

## Kapcsolódó állomások
A vasútállomáshoz az alábbi állomások vannak a legközelebb:
- Stazione di Cannizzaro
- Stazione di Acitrezza
- Cannizzaro old railway station